# إكسبرس 200
إكسبرس 200 (بالإنجليزية: Xpress 200)‏ وهي مجموعة شرائح من شركة إيه تي أي. وهي تدعم معالجات بنظام إكس86-64 (بمقبس 939 و مقبس 754) وبالإضافة إلى معالجات بنتيوم 4 و بنتيوم دي و سيليرون (بمقبس أل جي إي 775 و مقبس 478). وهي تدعم ذاكرات الوصول العشوائية دي دي آر-إس دي رام و دي دي آر 2-إس دي رام (في أنضمة إنتل).
وأعيد تسميتها من ريدون إكسبرس 200 كروس فاير إديشن (Radeon Xpress 200 Crossfire Edition) إلى كروس فاير إكسبرس 1600 (CrossFire Xpress 1600). ثم أعيد تسميتها إلى إي أم دي 480 كروس فاير (AMD 480X CrossFire) بعد شراء شركة إي أم دي لشركة إي تي آي.